# 反射関係
反射関係（はんしゃかんけい、英: reflexive relation）は、数学における二項関係の一種。二項関係には反射性 (reflexivity) のものと無反射性 (irreflexivity) のものがある（無反射性の事を非反射性とよぶ文献もある）。なお、ここでの（二項）関係は X × X という形式であり、集合 X からそれ自身への関係である。

## 概要
集合 X における反射的な関係 R は、X の全ての元 a について、a が自分自身と R の関係を持つ。数学的記法では次のように表される。
{\displaystyle \forall a\in X,\ aRa}.
無反射的な関係 R は、X の全ての元 a について、a が決して自分自身と R の関係を持たない。数学的記法では次のように表される。
{\displaystyle \forall a\in X,\ \lnot (aRa)}.
反射閉包（reflexive closure）R = は、R = = {(x, x) | x ∈ X} ∪ R と定義される。これはすなわち、R を含む X 上の最小の反射関係である。これは R を含む全ての反射関係の交叉と同じと見ることができる。
無反射核（irreflexive kernel）R≠ は、
R≠ = R \ {(x, x) | x ∈ X}あるいは、関係Rにおいて無反射的な最大の部分集合として定義される。これはすなわち関係Rの無反射な部分関係すべての合併に等しい。
なお、関係が全て反射的なものと無反射的なものに分類されるわけではない。無反射性は反射性が成り立たないという条件よりも狭い範囲に適用される。従って、二項関係は、反射的なもの、無反射的なもの、どちらでもないものに分類される。不等式“less than”や“greater than”は無反射的だが、“less than or equal to”や“greater than or equal to”は反射的である。しかし、整数に関する関係 R を a = −b であるときだけ（同値）a R b が成り立つと定義した場合、この関係は反射的でも無反射的でもない。なぜなら 0 の場合だけ自分自身との関係として成立するからである。
推移的で無反射的な関係は、非対称関係で強半順序関係である。一方、推移的で反射的な関係は、単に前順序関係である。従って、有限集合では前者よりも後者の方が多い。
Quine (1951) などは、反射関係を totally reflexive と称し、reflexive という用語は次のような弱い関係を指すとしている。
{\displaystyle \forall a(\exists b(aRb\lor bRa)\to aRa).}

## 反射関係を含む属性
前順序（擬順序）推移的でもある反射関係。したがって、前順序の特殊な例である半順序や同値関係も反射的である。

## 例
反射関係の例:
- 「A は B と等しい」（等式）
- 「A は B の部分集合である」（集合の包含関係）
- 「A は B で割り切れる」（約数）
- 「A は B 以下である」/「A は B 以上である」

無反射関係の例:
- 「A は B と等しくない」
- 「A は B と互いに素である」
- 「A は B より大きい」